# محمدحسین دادرس
محمدحسین دادرس (زاده ۱۳۴۰) سرتیپ ارتش جمهوری اسلامی ایران است، که از سال ۱۳۹۶ به‌عنوان جانشین فرمانده کل ارتش فعالیت می‌کند و از اعضای هیئت علمی دانشگاه فرماندهی و ستاد آجا است.
وی در سال ۱۳۵۸ وارد دانشگاه افسری امام علی شد و در طول جنگ ایران و عراق از اعضای نیروی زمینی ارتش بود و دوره‌ای نیز به‌عنوان فرمانده لشکر ۶۴ ارومیه فعالیت می‌کرد. دادرس از سال ۱۳۸۰ تا ۱۳۸۴ جانشین فرمانده نیروی زمینی ارتش بود و از ۱۳۸۴ تا ۱۳۸۷ فرماندهی نیروی زمینی ارتش را برعهده داشت. او در فاصله سال‌های ۱۳۸۷ تا ۱۳۹۵ معاون هماهنگ‌کننده ارتش بود.

## زندگی‌نامه
محمدحسین دادرس در سال ۱۳۵۸ وارد دانشکده افسری نیروی زمینی شد. وی رده‌های فرماندهی را طی سال‌های جنگ ایران و عراق سپری نمود. دادرس در ۱۴ آبان ۱۳۹۶ با حکم رهبر جمهوری اسلامی، در جایگاه فرمانده کل قوا، به سمت جانشین فرمانده کل ارتش جمهوری اسلامی ایران منصوب گردید.
وی همچنین عضو مجمع سازمان‌های صنایع دفاعی ایران، صا ایران، سازمان صنایع هوایی، سازمان تأمین اجتماعی نیروهای مسلح و سازمان اتکا است.

## جنگ ایران و عراق
دادرس سابقه بیش از صد و پانزده ماه حضور در جنگ ایران و عراق را در کارنامه خویش دارد و همچنین با چندبار مجروحیت جانباز ۵۵ درصد محسوب می‌شود. وی رده‌های فرماندهی را در دوران جنگ طی کرده‌است، که می‌توان به فرماندهی لشکر ۶۴ پیاده ارومیه اشاره کرد.

## تحصیلات
محمدحسین دادرس دانش‌آموخته دانشگاه افسری نیروی زمینی ارتش می‌باشد و دارای مدرک دکترای مدیریت استراتژیک از دانشگاه عالی دفاع ملی است. وی هم‌اکنون به‌عنوان مدرس و عضو هیئت علمی دانشگاه فرماندهی و ستاد آجا فعالیت می‌کند.

## تالیفات
- تهدید شناسی و بحران

## جایزه‌ها و نشان‌های افتخار
این بخش شامل نشان‌ها و جایزه‌های رسمی دادرس است، که بر روی لباس همسان او نصب می‌شود ولی جایزه‌های غیرنظامی و غیررسمی را دربر نخواهد گرفت.

### آرم‌ها
| آرم‌های سینه           |                 |
| دافوس                 | چتربازی درجه سه |
| دانشگاه عالی دفاع ملی | آجا             |

| آرم‌های بازو     |
| ستاد مشترک ارتش |

### نوار نشان‌ها
|  |  |  |
|  |  |  |
|  |  |  |

### نام نشان‌ها
| نشان فتح درجه سه       | نشان جانبازی |                     |
| نشان ایثار             | دوره دافوس   | دوره علوم استراتژیک |
| دوره دوم دانشگاه افسری | دوره مقدماتی | دوره عالی           |